# Chesley Sullenberger
Pour les articles homonymes, voir Sully et Sullenberger.

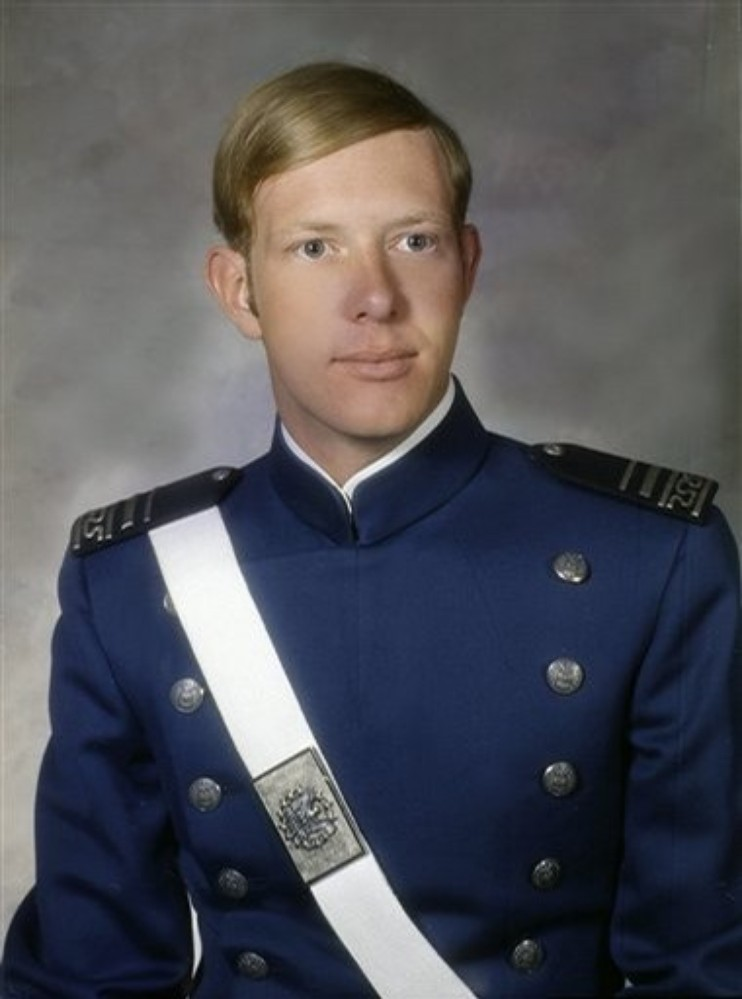
Chesley Burnett Sullenberger III, US Air Force Academy, promotion 1973.

Chesley Sullenberger, dit « Sully » est un pilote de chasse puis pilote de ligne américain, expert en sécurité aérienne et enquêteur sur des accidents, auteur, conférencier et consultant né le 23 janvier 1951 à Denison au Texas.
Qualifié de héros par les autorités américaines, il fait la une de la presse mondiale pour avoir sauvé les 155 passagers et membres d'équipage du Vol US Airways 1549 en posant avec un excellent sens de l'air, le jeudi 15 janvier 2009, sur le fleuve Hudson à hauteur de Manhattan, son Airbus A320 dont les deux réacteurs sont hors d'usage à la suite d'une collision avec des oiseaux. L'événement est porté en 2016 à l'écran par Clint Eastwood dans le film  Sully avec Tom Hanks, inspiré par l'autobiographie du pilote, Highest duty: my search for what really matters, publiée en 2009 aux États-Unis et parue en France la même année, 2016, et sous le même titre, Sully, que le film.

## Biographie
Chesley Burnett Sullenberger III naît le 23 janvier 1951 à Denison au Texas. Il est le fils d'un dentiste, Chesley Burnett Sullenberger Jr, et d'une institutrice, Pauline Sullenberger, née Hanna. Il a une sœur cadette, Mary,. Selon le généalogiste Jürgen Udolph, sa famille paternelle est issue d'immigrants originaires de Wynigen dans le canton de Berne en Suisse alémanique, les Sollenberger, installés aux États-Unis en 1732 ou 1737. Il découvre le village de Wynigen à l'occasion de son déplacement au forum économique de Davos en 2011,,. Sa famille maternelle est d'origine irlandaise. Il grandit dans le ranch familial, à proximité du lac Texoma, sur Hanna Drive, du nom de son grand-père maternel dont la propriété se trouve de l'autre côté du chemin. Jeune, il fait beaucoup de travaux manuels ainsi qu'il le décrit dans son livre : « J'ai grandi dans une maison où chacun possédait son propre marteau. » Sa sœur confie qu'il construit enfant des modèles réduits de porte-avions avec une attention méticuleuse pour les minuscules avions. Il est fasciné par le passage au-dessus de la maison des jets de la base de l'United States Air Force voisine de Perrin.
Il est élève à la Denison Public School avec constamment les notes les plus élevées dans chaque discipline, puis à la Denison High School (en) dont il sort diplômé en 1969 pratiquement à la tête de 350 élèves ce qui lui permet d'être reconnu Honor student (en). Il est dans le même temps première flûte de la fanfare de l'école et président du club de latin. À l'âge de 11 ans, son quotient intellectuel est jugé suffisamment élevé pour qu'il soit autorisé à rejoindre les rangs de l'organisation internationale Mensa. Il est un membre actif du Waples Memorial de l'Église méthodiste unie à Denison.
Passionné d'aviation depuis l'enfance, il exécute son premier vol en 1967, à l'âge de 16 ans, sur un Aeronca 7 Champion depuis un aérodrome privé près de chez lui. Il considère que la formation reçue de l'instructeur de vol local a influé sur toute sa carrière. Son père, vétéran de la Navy, espère le voir entrer à la Naval Academy mais c'est tout naturellement en suivant sa passion, qu'il tente, en 1969, le concours d'entrée à la United States Air Force Academy où il est sélectionné, avec l'agrément de Ray Roberts (en) , représentant du Texas au Congrès, avec une douzaine de cadets. En sus des enseignements généraux et des cours de pilotage, il apprend également à voler sur planeur et devient instructeur. Distingué Outstanding Cadet in Airmanship de sa promotion, il obtient son diplôme de Bachelor of Science en 1973 avant de poursuivre sa formation par un Master's degree en psychologie du travail et des organisations à l'université Purdue la même année et en administration publique à celle de Northern Colorado en 1979,,.

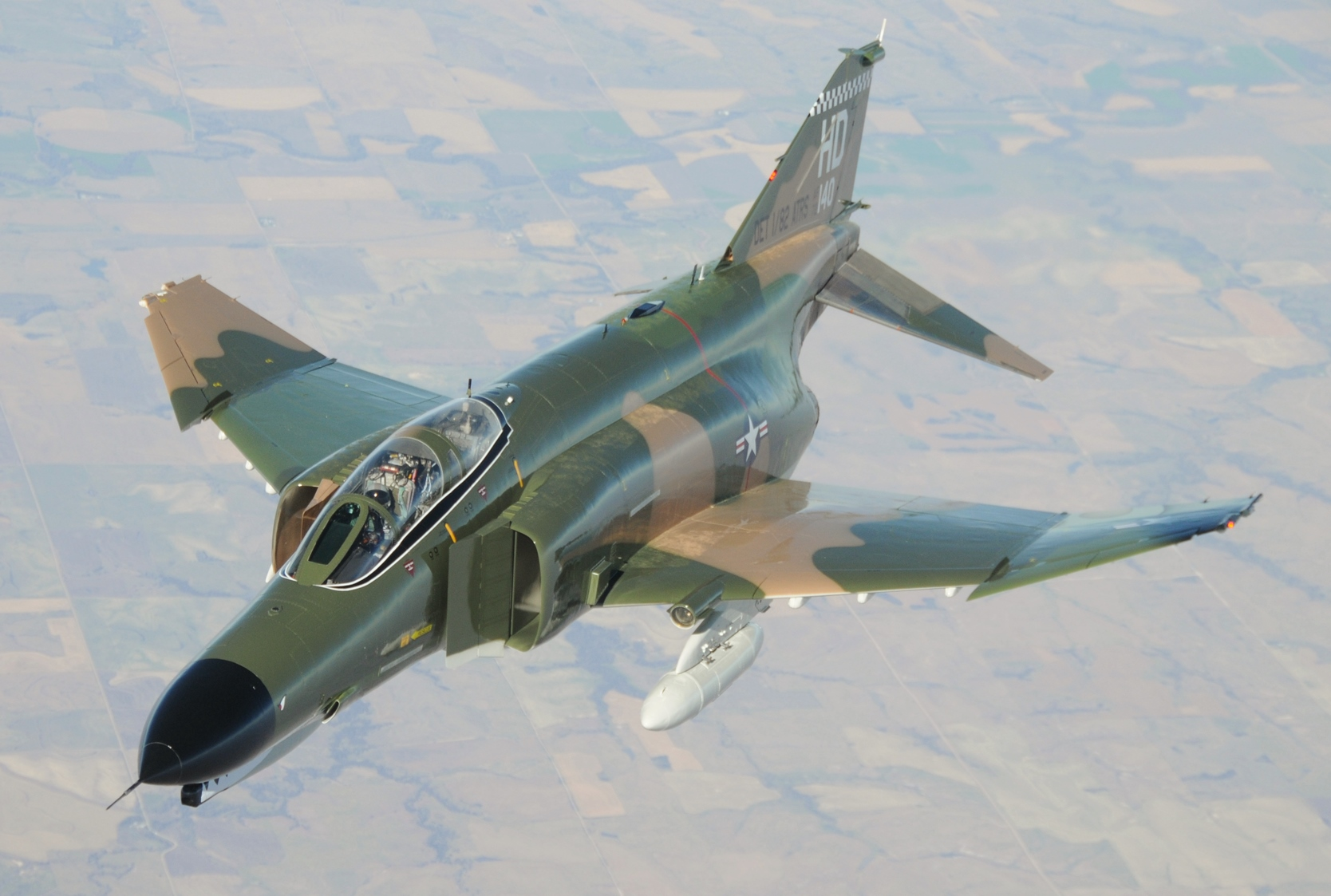
Un F-4 Phantom II de la Holloman AFB tel que ceux pilotés par Chesley Sullenberger.

Après l'obtention de son diplôme d'études supérieures à Purdue, il est affecté à la Columbus Air Force Base dans le Mississippi où il suit une formation de premier cycle de pilote (UPT) aux commandes du Cessna T-37 Tweet et du Northrop T-38 Talon puis à la Holloman Air Force Base au Nouveau-Mexique. Il obtient ses « ailes » (en) en 1975 en qualité de pilote (en) et suit une formation sur McDonnell Douglas F-4 Phantom II à la Luke Air Force Base en Arizona. Il est affecté en 1976 au 493e escadron de chasse (en) de la 48e escadre à la base de Lakenheath en Angleterre puis au 428e escadron de chasse (en)  de la 474e escadre (en) de Nellis Air Force Base dans le Nevada, toujours aux commandes du F-4 Phantom II. Il devient chef de vol puis officier de formation, commande en tant que Blue Force des exercices Red Flag et atteint le grade de capitaine de l'United States Air Force. Il est enfin affecté à un comité d'enquête sur les accidents d'aéronefs jusqu'à son départ de l'USAF en 1980.
Chesley Sullenberger est employé de 1980 à 2010 par US Airways et ses compagnies aériennes devancières, Pacific Southwest Airlines, acquise en 1986 par US Air devenue en 1988 US Airways,,,. Il est titulaire de certificats de pilote de ligne pour avions mono-moteurs et multi-moteurs, pilote commercial, pilote de planeur et instructeur sur avions (mono-moteurs, multi-moteurs, vol aux instruments) et planeurs.
En 2007 il fonde la Safety Reliability Methods, Inc, société de conseil stratégiques et tactiques pour améliorer la sécurité, les performances et la fiabilité organisationnelles qu'il dirige,. Il participe également à de nombreuses enquêtes sur des accidents aériens menées par l'United States Air Force et le Conseil national de la sécurité des transports (National Transportation Safety Board, NTSB) comme le vol Pacific Southwest Airlines 1771 ou le vol USAir 1493 qui conduisent à l'amélioration des procédures des compagnies aériennes et à la formation aux évacuations d'urgence des avions,.

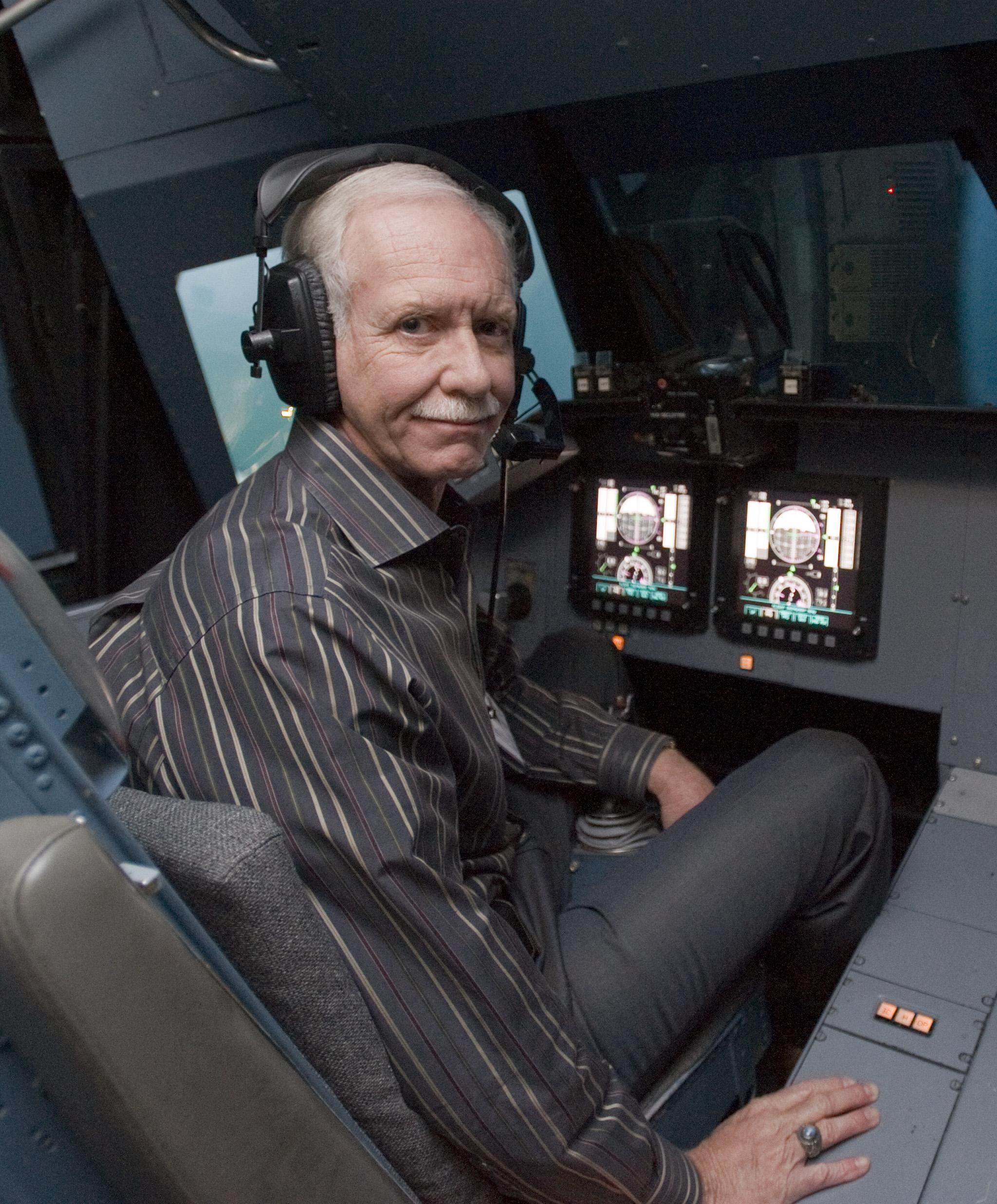
Chesley Sullenberger dans le simulateur de mouvement vertical de la NASA au Ames Research Center en décembre 2011.

Il est aussi instructeur, enquêteur sur les accidents, président local de l'Air Line Pilots Association (ALPA) et membre de la commission technique nationale,. Son travail sur la sécurité pour l'ALPA a conduit au développement d'une circulaire consultative de la Federal Aviation Administration. Il a contribué à l'élaboration et à la mise en œuvre de la formation sur le Crew resource management utilisée par US Airways et l'a enseignée à des centaines de membres d'équipage d'autres compagnies aériennes.
Il intervient en qualité de conférencier dans des colloques internationaux sur la sécurité et fait notamment, lors de la conférence internationale sur la High reliability organization (en) (HRO) à Deauville du 29 au 31 mai 2007, une présentation sur le thème Bridging the Gap Between Theory and Practice (combler le fossé entre théorie et pratique) en deux volets, un sur la sécurité aérienne et un sur la sécurité des patients en médecine : Flying Right, Low and High Reliability in Air Transportation Systems et A Comparison of Field Experience in HRO Implementation:  Aviation, Aerospace and Medicine.
Il est professeur invité au Centre pour la gestion des catastrophes de l'Université de Californie à Berkeley,.
Sullenberger a également étudié la psychologie et le fonctionnement d'un équipage de compagnie aérienne pendant une crise.
En collaboration avec des scientifiques de la NASA, il co-écrit un article sur les contextes induisant des erreurs dans l'aviation.
Il témoigne, le 24 février 2009, devant la Commission des transports de la Chambre des représentants des États-Unis au sujet de la forte dégradation des conditions salariales de son métier : comme pour la plupart des employés des compagnies aériennes frappées par la récession qui a suivi les attentats du 11 septembre 2001  son salaire a été réduit de 40 % et sa pension remplacée par la garantie minimale de quelques centimes par dollar de la Pension Benefit Guaranty Corporation (en) ; il alerte la commission sur les conséquences pour la sécurité aérienne qu'entraînerait l'embauche à bas salaires de pilotes sans expérience,.
Il prend sa retraite de pilote de ligne le 3 mars 2010, effectuant son dernier vol avec Jeffrey Skiles, copilote lors du Vol US Airways 1549, avec lequel il vole pour la deuxième fois. Depuis son premier vol en 1967, il totalise plus de 40 ans de pratique et 20 000 heures de vol.
Après son départ à la retraite, il devient intervenant-expert de l'aviation de la chaîne CBS.
Chesley Sullenberger est marié à Lorrie Henry avec qui il a adopté deux filles : Kate et Kelly.

## Vol US Airways 1549

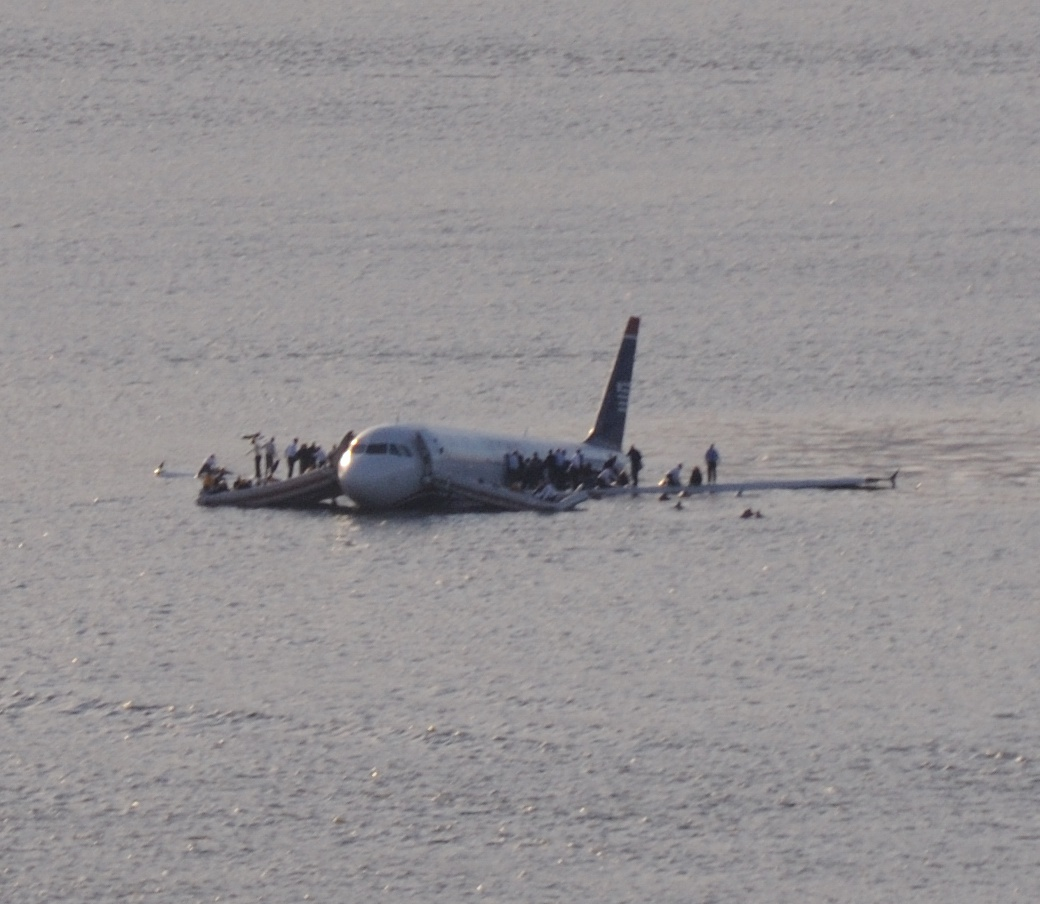
L'Airbus A320 du vol US Airways 1549 après son amerrissage sur l'Hudson.

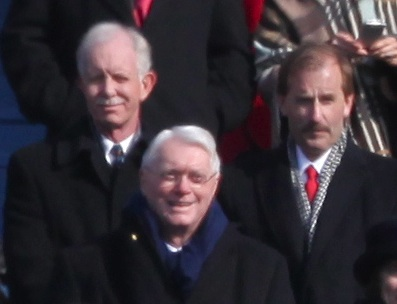
Sullenberger (à gauche), le copilote Jeffrey B. Skiles (à droite), et le sénateur du Kentucky Jim Bunning lors de l'investiture de Barack Obama le 20 janvier 2009.

Chesley Sullenberger a fait la une de la presse mondiale en posant, le 15 janvier 2009, son appareil, un Airbus A320 sur l'Hudson aux abords immédiats de New York. L'avion s'était trouvé endommagé par un double impact d'oiseau qui causa l'arrêt des deux turboréacteurs,,,.
Au moment de son amerrissage sur le fleuve Hudson, il totalisait environ 19 000 heures de vol. Évacués, les 155 passagers dont cinq membres d'équipage ont été pris en charge par un dispositif de bateaux et d'hélicoptères. Pour cet amerrissage, le maire de New York Michael Bloomberg a remis symboliquement à Sullenberger et à son équipage les clés de la ville.
Le président George W. Bush l'appela personnellement pour le féliciter d'avoir sauvé la vie de ses passagers et le président élu Barack Obama l'a invité à sa cérémonie d'investiture le 20 janvier 2009,.

## Publications
- En collaboration avec Jeffrey Zaslow (en) (trad. de l'anglais américain par Laure Joanin), Sully : la formidable histoire du « héros de l'Hudson » [« Highest duty: my search for what really matters »], New York, Paris, HarperCollins, 2016 (1re éd. 2009), 352 p. (ISBN 979-10-339-0011-5 et 9780061924682, BNF 45153698, LCCN 2009035858, lire en ligne)

## Filmographie
- 2016 : Sully, film américain de Clint Eastwood, avec Tom Hanks dans le rôle de Sully.
- 2017 : Very Bad Dads 2 : lui-même (caméo)

L'accident du vol US Airways 1549 a aussi fait l'objet d'un épisode dans la série télévisée Air Crash nommé Amerrissage dans l'Hudson (saison 10 - épisode 5) et d'un épisode dans la série télévisée Hors de Contrôle intitulé Amerrissage sur l'Hudson.
Son témoignage, le 24 février 2009, devant la Commission des transports de la Chambre des représentants américaine au sujet de la forte dégradation des conditions salariales de son métier, est commenté par Michael Moore, dans son documentaire Capitalism: A Love Story.